# Szent Lőrinc-félsziget (Madeira)
Koordináták: é. sz. 32° 44′ 36″, ny. h. 16° 42′ 05″32.743333°N 16.701389°W

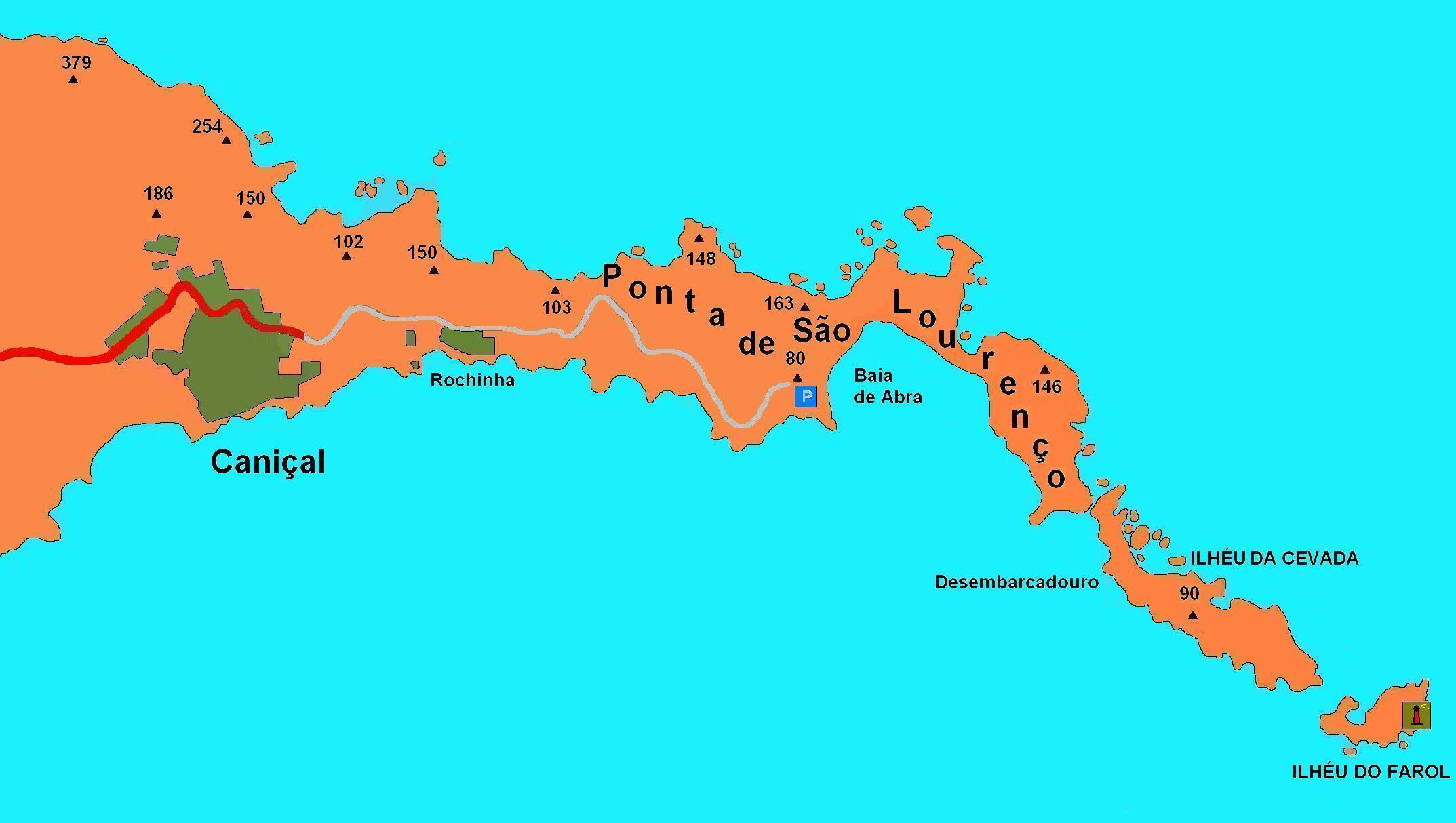
A Szent Lőrinc-félsziget térképe

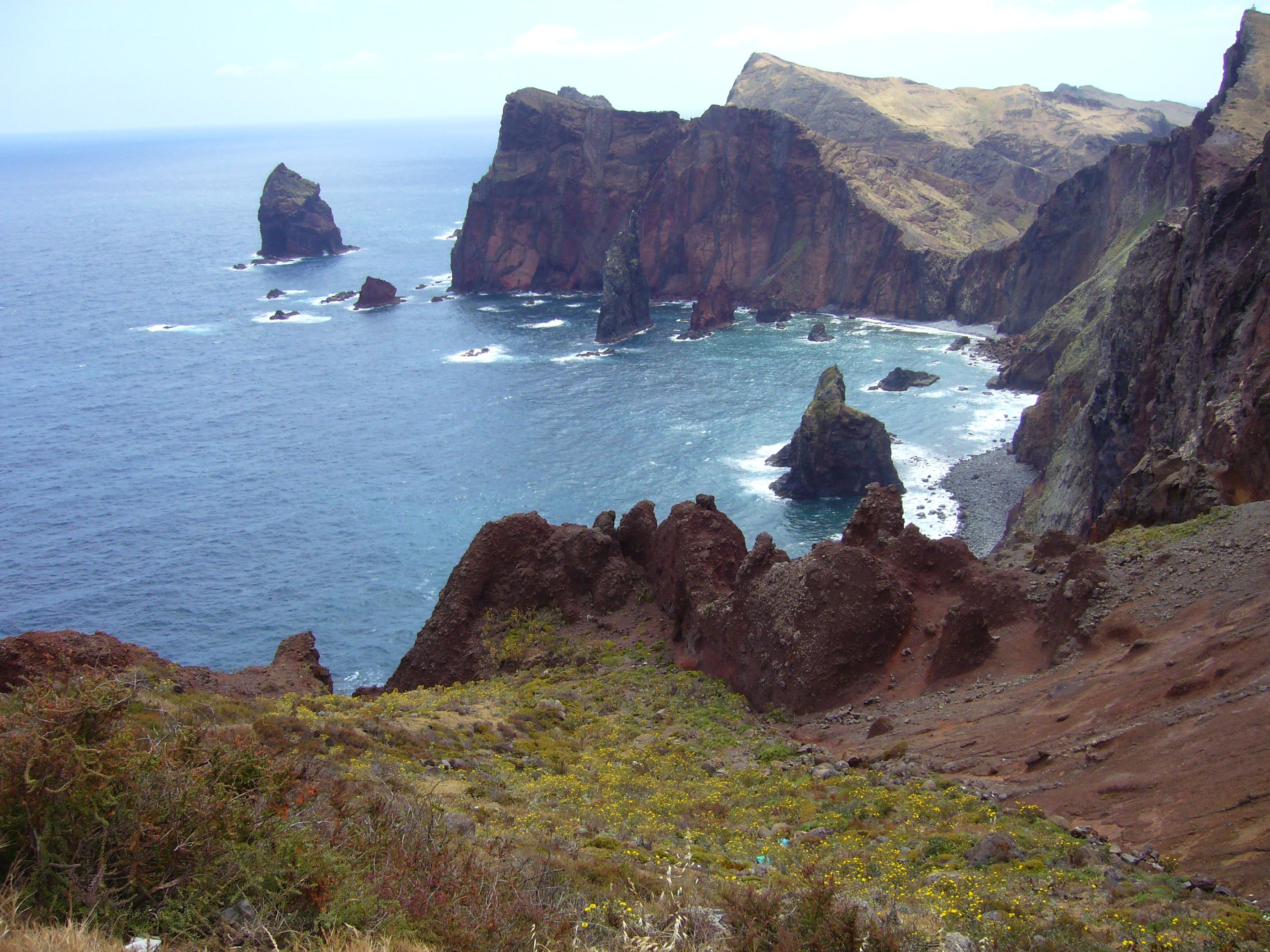
A félsziget északi oldala a Calhau dos Barreiros szirtjeivel

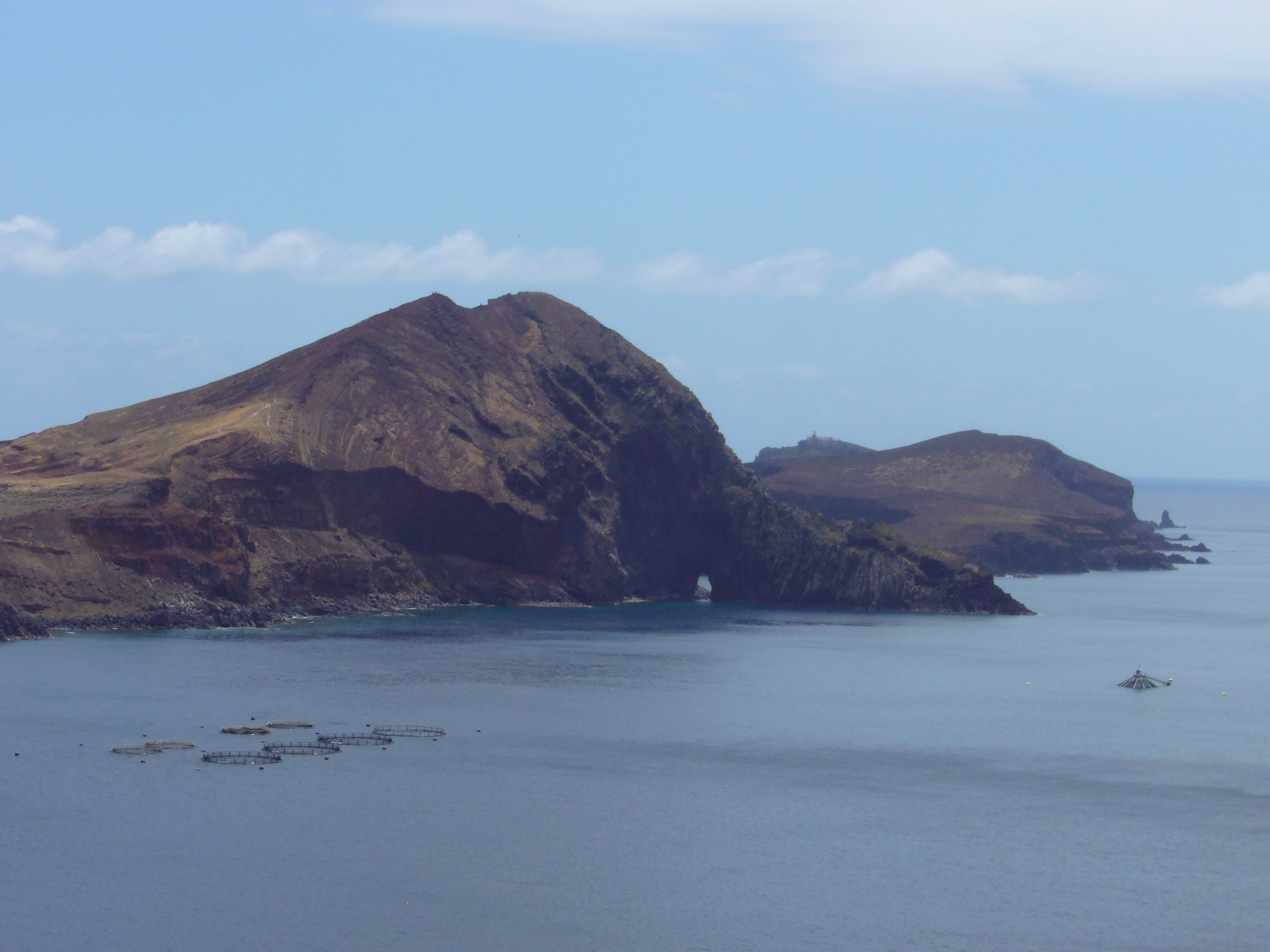
A félsziget déli oldala

A Szent Lőrinc-félsziget (portugálul Ponta de São Lourenço) Madeira szigetének mintegy 8 km hosszan a tengerbe nyúló keleti földnyelve.

## Földrajzi helyzete
Caniçal falunál, az Abra-öbölnél (Baia de Abra) kezdődik. Az öböl fölötti parkolóból szép kilátás nyílik a Kopár-szigetekre (Ilhas Desertas), nyugat felé pedig a Porto da Cruz és Faial közötti Sasok sziklájára (Penha de Águia). Utolsó, csaknem két kilométeres szakaszát egy pár méter széles csatorna (a Boqueirão) választja el a félsziget nagyobbik részétől, úgyhogy ez voltaképpen önálló sziget (Ilhéu de Agostinho). Ennek folytatásában még egy szigetke (Világítótorony-sziget, Ilhéu do Fárol, más néven: Ilhéu do Fora) emelkedik a víz fölé, rajta a Szent Lőrinc világítótoronnyal. Ez Madeira legrégibb világítótornya: 1870 óta küldözgeti jeleit az éjszakába.
A félsziget északi partja mentén több tucatnyi további, ugyancsak kopár szirt, illetve szigetke emelkedik a víz színe fölé. A nagyobbaknak neve is van; kelet felé haladva:
- Ilheu de Garajós,
- Calhau dos Barreiros,
- Baixas do Guincho,
- Pedra Furada,
- Ilhéu do Guincho,
- Estreito,
- Ilhéu do Agostinho.

Fenti sajátosságok okán a félsziget két partja igencsak különbözik: a meredeken a tengerbe szakadó, szirtekkel körített északi partot kimondottan nehéz a tenger felől megközelíteni, a jóval lankásabb déli parton viszont több alkalmas kikötőhely is akad.

## Földtani felépítése

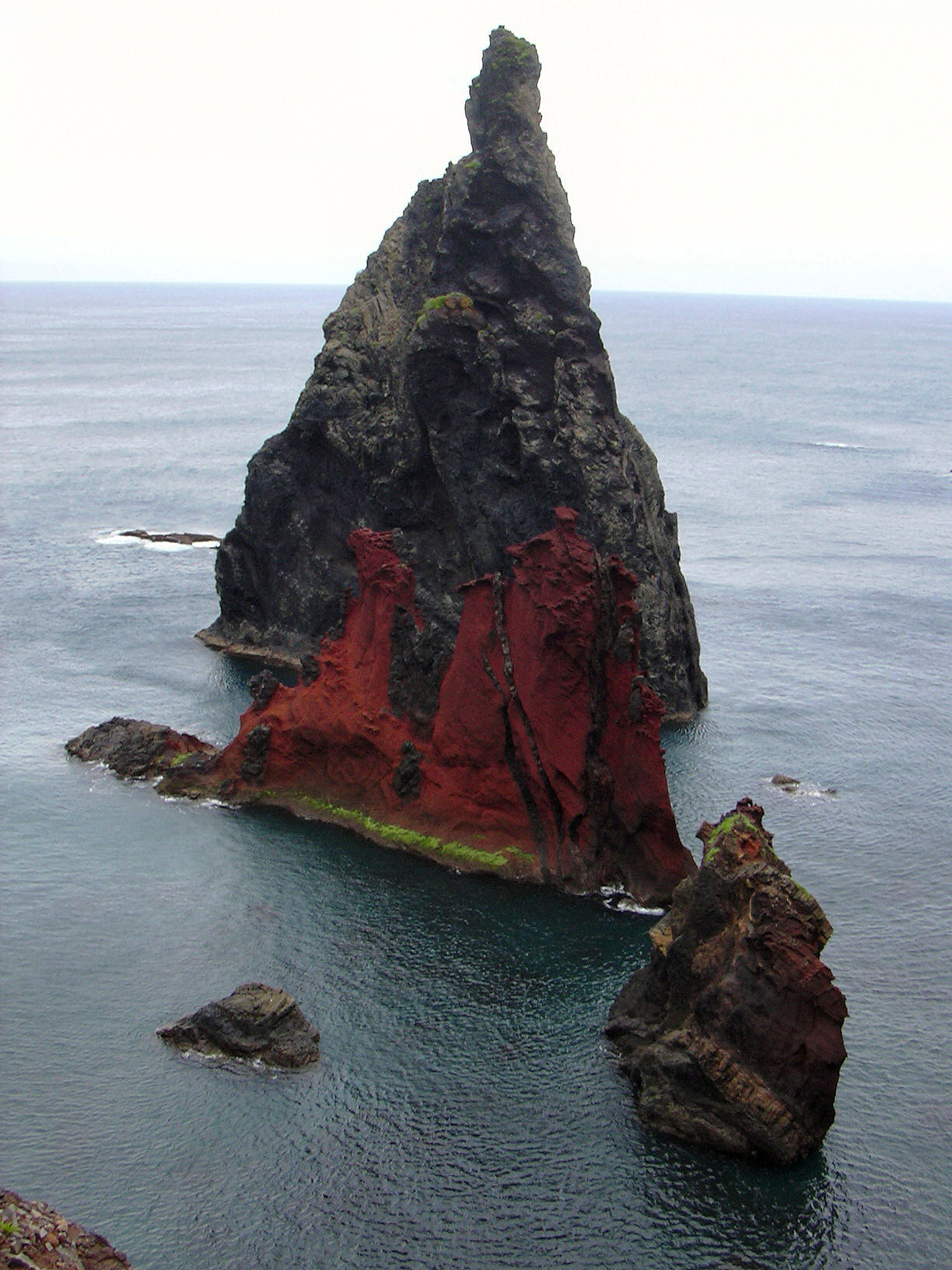
Sziklaszirtek

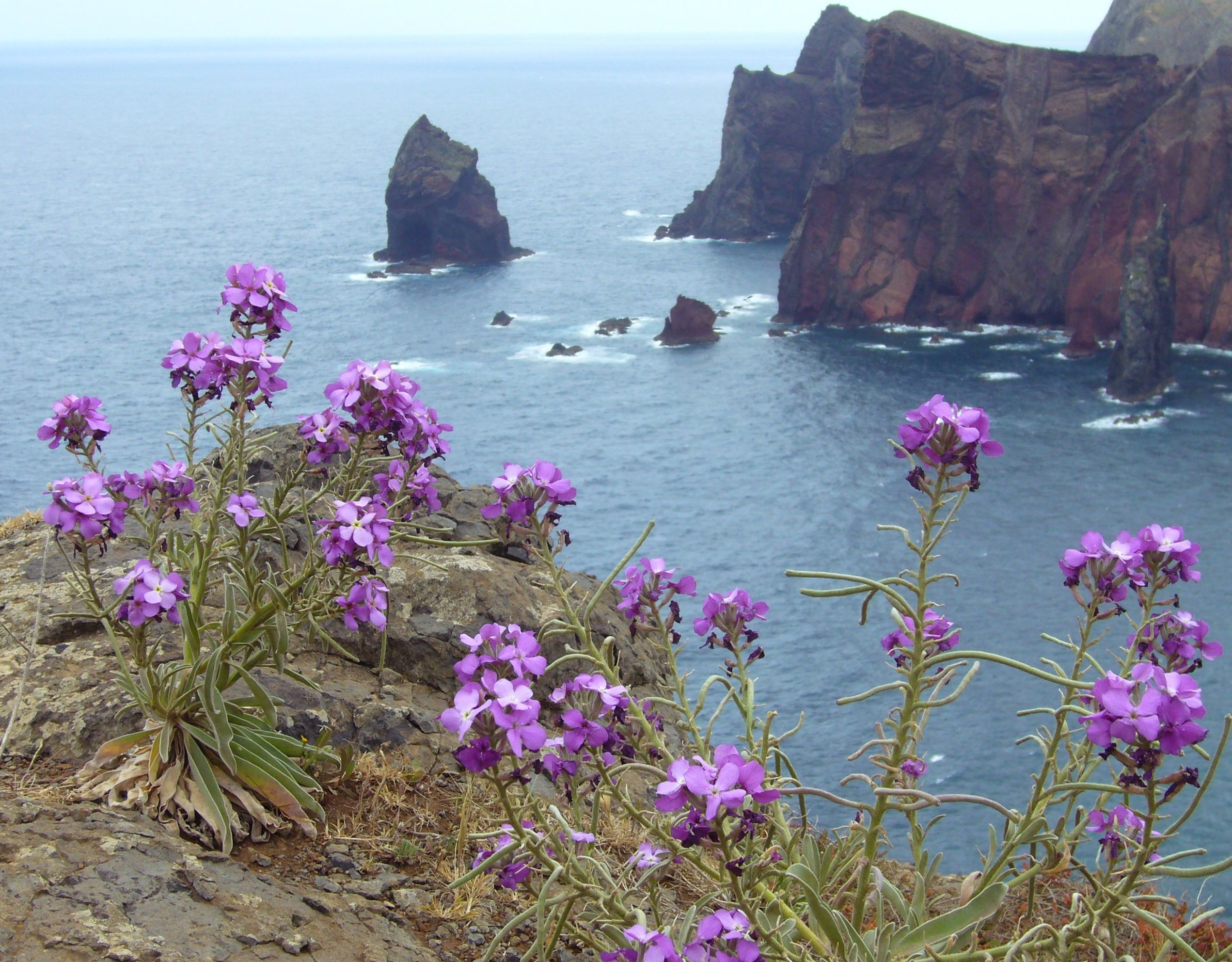
Májusi virágnyílás a Caniçal fölötti parkolóban

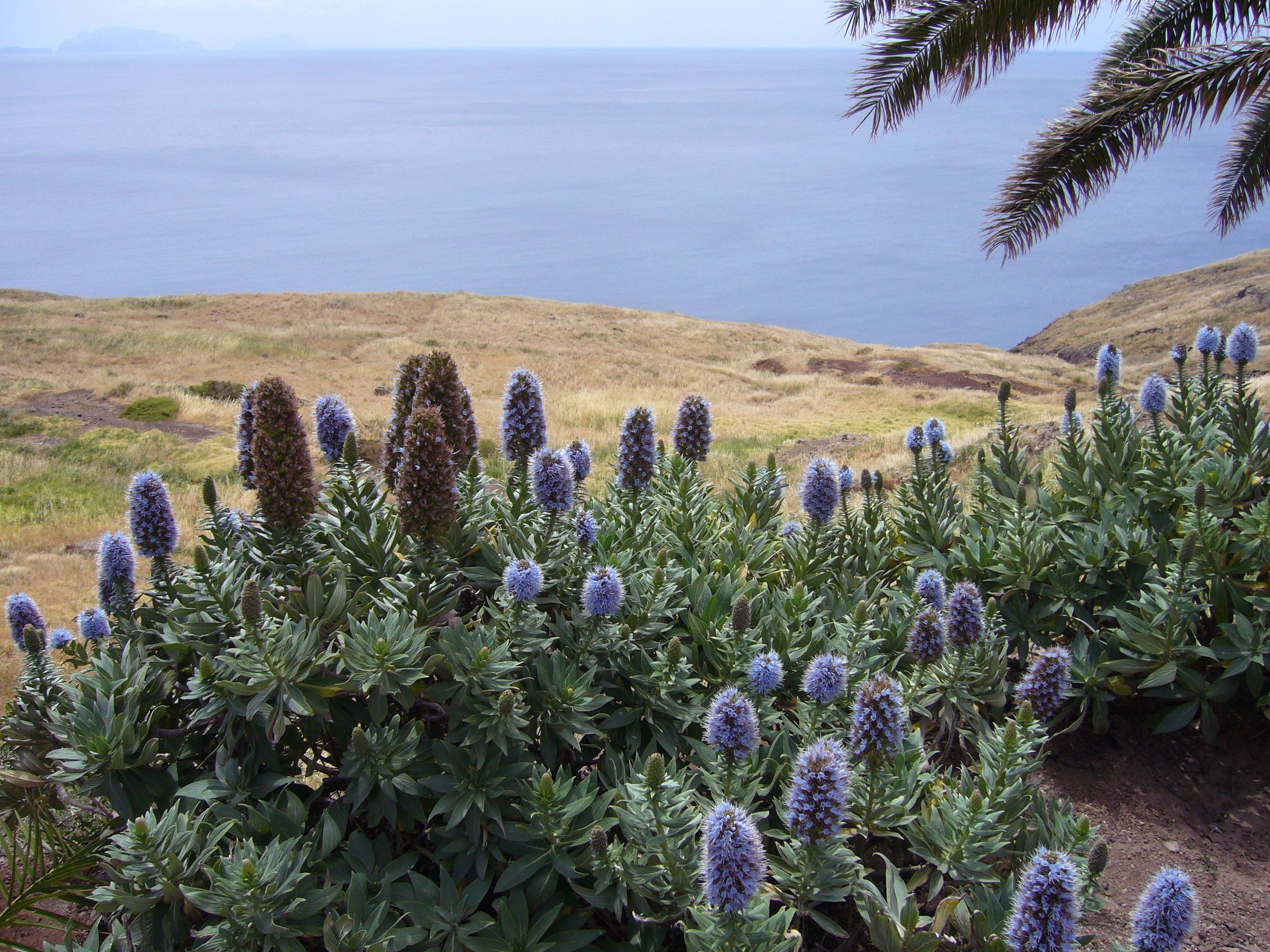
Májusi virágnyílás a Caniçal fölötti parkolóban

A félszigetet felépítő bazalttufába több deciméteresig terjedő átmérőjű vulkáni bombák ágyazódtak be. A tufát sűrűn bazalt kőzettelérek törik át; mivel ezek kevésbé mállékonyak, karakteresen kipreparálódnak a tufából. A partmenti szigetkék is a kőzettelérek folytatásait jelzik.

## Története
Amikor a szigetet betelepítő portugálok az 1420-as évek elején Madeira erdeinek nagy részét felégették, a tűz a Szent Lőrinc-félszigetre nem terjedt át; itt épen megmaradt a babérlombú erdő úgynevezett cserje formációja, a sárkányvérfa erdő. A fákat azonban hamarosan elkezdték kitermelni, és a védtelenül maradt, vékony talajtakarót a csapadék gyorsan a tengerbe mosta (ezt jelentősen elősegítette a legeltetés is). A kopár sziklák között csak gyér lágyszárú növényzet maradt fenn, mindazonáltal az eredeti sárkányfaerdő gyepszintjének néhány, bennszülött faja itt vészelte át a sziget betelepítését. A félszigeten számos ritka madárfaj fészkel, és időnként még a Földközi-tengeri barátfókák is kimásznak partjaira.
1982-ben a félszigetet a sajátos flóra, fauna és a földtani értékek védelmére természetvédelmi területté nyilvánították, bízva az eredeti növénytakaró lassú regenerálódásában.

## Külső hivatkozások
- Ponta de Sao Lourenco's Natural Reserve (angolul)